# Искрвављеност
Искрвављеност, (лат. effusio sanguinis), смрт изазвана крварењем, је стање у организму, које настаје након повреда крвних судова, и праћено је истицањем крви из њих све до потпуног губитка крви. Крварење се може окончати искрвављењем (до потпуног губитка крви) или може да траје све док то не буде спонтано спречено било вазоконстрикцијом (стезањем крвних судова), било коагулацијом крви у пределу озледе зида крвног суда или након надвладавања притиска од изливене крви у околини над притиском који влада у крвном суду.

## Врсте искрвављености
На основу количине изгубљене крви у току крварења разликујемо следеће врсте искрвављености;
- Комплетна искрвављеност-потпуни губитак крви (лат. Exsanguinatio), завршава смртним исходом.
- Велики губитак крви (лат. Desanguinatio), који прати хиповолемија и појава шока. Може окончати смртним исходом ако се правовремено не започене са надокнадом изгубљене крви (трансфузијом крви или заменама за трансфузију (инфузијом раствора), ако крв није тренутно доступна).[2]

### Количина изгубљене крви
Крв код човека у просеку чини тринаестину његове укупне телесне маса. 
Искуствено је утврђено да здрава особа може да изгуби 10-15% крви без озбиљних последица. Зато код добровољног давања крви максимална количина узете крви не сме бити већа од 8-10%. Код крварења, из зида оштећеног већег крвног суда, важнију улогу у спонтаном заустављању крварења има образовање крвног угрушка (коагулума). Код крварења из већег броја мањих крвних судова (венуле и капилари) важнију улогу у спонтаном заустављању крварења има вазоконстрикција (стезање крвних судова).
Количина изгубљене крви која може довести до смртног исхода, је индивидуална, али се сматра, да је код просечне особе, доброг здравственог стања, губитак крви преко 40% целокупне крви, опасан по живот. Код болесних, старих особа, деце и болесника након оперативног захвата губитак и мање количине крви може резултовати смртним исходом. Организам много теже подноси хронични губитак крви чак и ако се ради о мањим количинама.

## Етиологија
Према узроку и начину настанка искрвављења могу бити;
- самоубилачка и убилачка резања артерија (вратних, подлакатних и надлакатних, бутних)
- повреде крвних судова, изазвана механичком или физичком силом,(најчешће код повредом изазване ампутације удова, расцепа слезине....),
- акутне и хроничне болести праћене променама на крвним судовима (расцеп анеуризме аорте, чира на желуцу и дванаестопалачном цреву, код туберкулозне каверне, варикозног синдрома у једњаку, тумора дебелог црева итд)
- хематолошке болести,(хемофилија, тромбоцитопенија)
- болести крви, (поремећај фактора коагулације изазван болешћу или неконтролисаном употребом антикоагулантних лекова)
- након хируршких захвата и инвазивних дијагностичких процедура, порођаја, киретаже итд., као њихова компликација или због пропуста у раду. (након оперативног захвата на крвним судовима и срцу због попуштања шавова, након експлоративне и насилне киретаже, због непотпуног отстрањења постељице након порођаја итд)

## Клиничка слика
Промене код искрваљености карактеришу следеће манифестације;
- бледило коже,
- сувоћа у устима и изражена жеђ
- сумаглица и вртоглавица
- малокрвност и сувоћа ткива и унутрашњих органа,
- несвестица која прелази у губитак свести,
- поремећај срчаног ритма (у почетку убрзан (>120 откуцаја) а касније успорен због смањеног или потпуног престанка прилива крви у срчане шупљине-„срце ради на празно“),
- јако ослабљен пулс
- пад крвног притиска све до немерљивог.
- смртни исход.

## Терапија
Главни задатак у лечењу искрвављености и спречавању хеморагичног шока је уклањање хиповолемије и побољшање микроциркулације.  Од првих фаза лечења, потребно је успоставити трансфузију крви или, у екстремним случајевима администрацију инфузионих раствора (физиолошки раствор, 5% раствор глукозе) за спречавање рефлексног застоја срца - синдрома празног срца.
Брзо заустављање крварења могуће је само ако је извор крварења доступан без анестезије и свега онога што прати више или мање опсежну операцију.  Док је у већини случајева, код пацијента са хеморагичним шоком мора применити операција, којој мора следити убризгавање различитих раствора који замењују плазму, и/или трансфузије крви у вену, као наставак лечење и заустављање крварења после операције.
Инфузијска терапија која има за циљ да елиминише хиповолемију изводи се под контролом централног венског притиска, крвног притиска, срчане функције, укупног периферног васкуларног отпора и времена излучивања урина. 
Као заменска терапија користе се и комбинација деривата плазме и конзервирани препарати крви ма основу количине изгубљене крви.
За корекцију хиповолемије нашироко се користе хемодинамичке алтернативе крви: препарати декстрана (реополиглиукин, полиглукин), желатински раствори (желатинол), хидроксиетил скроб (рефтан, стабизол, инфукол), физиолошки раствори (физиолошки раствор, Рингер-лактат, лактозол), раствор глукозе (  глукостерил).  Од крвних производа чешће се користе црвена крвна зрнца, свеже смрзнута плазма и албумини.  
У недостатку повећања крвног притиска, упркос адекватној инфузијској терапији у трајању од 1 сата, додатно се примењују лекови попут адреналина, норепинефрина, допамина и других вазоконстриктивних лекова (након заустављања крварења).
У лечењу хеморагичног шока користе се и лекови који побољшавају реолошка својства крви: хепарин, трентал, као и стероиди.  Након што се пацијенту уклони опасност од хеморагичног шока и елиминише непосредна животна опасност, коригују се и поремећаји хомеостазе.